# Route 203 (Terre-Neuve-et-Labrador)
Pour les articles homonymes, voir Route 203.
La route 203 est une route tertiaire de la province de Terre-Neuve-et-Labrador, située dans l'est de l'île de Terre-Neuve, sur la péninsule d'Avalon. Elle est plus précisément située à l'extrême nord-ouest de la péninsule. Elle est une route faiblement empruntée. De plus, elle est nommée Fair Haven Rd., mesure 13 kilomètres, et est une route asphaltée sur l'entièreté de son tracé.

## Tracé
La 203 débute à Fair Haven, petit village de moins de 100 habitants situé sur la baie Placentia. Elle se dirige vers l'est sur une courte distance en quittant le village, puis elle courbe vers le nord-est. Elle traverse Tickle Harbour, puis elle rejoint la Route Transcanadienne, la route 1, où elle se termine sur une intersection en T, alors qu'elle n'est plus une autoroute.

## Communautés traversées
- Fair Haven
- Tickle Harbour